# Léon Mokuna
Léon Mokuna Mutombo, dit Trouet (né le 1er novembre 1928 à Léopoldville, à l'époque au Congo belge et mort le 28 janvier 2020 à Gand), est un joueur de football belge d'origine congolaise.
Il commence sa carrière dans son pays natal à l'AS Vita Club avant d'être le premier joueur congolais à partir pour l'étranger tout d'abord au Sporting Portugal, ensuite à la Gantoise et au KSV Waregem.
Il est par ailleurs connu comme étant le premier africain à avoir évolué en D1 belge ainsi que le premier joueur « de couleur » à jouer pour la sélection nationale de Belgique, toutefois au sein de l'équipe dite des « aspirants » ou équipe B ou A'. Il est par la suite entraîneur-joueur au TP Mazembe avant d'être sélectionneur de l'équipe du Congo Kinshasa. 

## Biographie
C'est grâce à sa rencontre avec le père missionnaire belge Raphaël de la Kéthulle, que Léon Mokuna est pris en charge par l’Association royale sportive (ARC) puis intègre l’AS Vita Club de Kinshasa dont l'initiateur est Raphaël de la Kéthulle. Son surnom de «  Trouet  » date de cette époque, lorsque les spectateurs scandent « Troué ! Troué ! » après un pénalty marqué par Léon Mokuna, action où il aurait troué le filet.
Léon Mokuna se met d’accord en 1954 avec les dirigeants du Sporting Portugal, mais la fédération belge et l’Association Royale Sportive Congolaise (ARSC) s’opposent à son transfert sous prétexte que les transactions auraient été effectuées de manière anormale. Soutenu par les footballeurs congolais qui voient dans le refus des autorités sportives belges une nouvelle manifestation de l’oppression coloniale, il obtient finalement son bon de sortie en décembre 1954. De retour à Léopoldville, il participe en juin 1957 à une rencontre face l'équipe belge de l'Union Saint-Gilloise. Cette dernière s'impose 6 à 0, mais à la suite de deux buts refusés à Mokuna, des émeutes se produisent au terme du match. Il figure ensuite dans une sélection congolaise qui se rend en Belgique en tournéen, avec des rencontres contre les grands clubs du pays, comme Anderlecht, le Standard, Charleroi, le Beerschot, la Gantoise. Léon Mokuna signe un contrat avec le club de La Gantoise où joue cinq saisons avant de rejoindre pour Waregem en deuxième division.

### Carrière internationale
Son talent n’échappa pas à la fédération belge. Léon Mokuna obtient une sélection en équipe nationale belge des « aspirants » en février 1958, la seule et unique et devint ainsi le premier joueur noir d’origine africaine à porter la vareuse des Diables rouges.

### Décès
Leon Mokuna, est mort à l'âge de 91 ans à Gand en Belgique,,.

## Carrière

### Joueur
- 1954 : As Vita Club
- 1954-1956 : Sporting Portugal
- 1957 : As Vita Club
- 1957-1961 : La Gantoise
- 1961-1966 : SV Waregem